# Heathrow Terminals 2 & 3 (metrostation)
Heathrow Terminals 2 & 3, voorheen Heathrow Terminals 1, 2, 3, is een station van de Londense metro aan de Piccadilly Line onder de luchthaven Heathrow.

## Geschiedenis
Het station werd geopend op 16 december 1977 en had daarmee de primeur van een metro-aansluiting op een luchthaven. Het was de laatste fase van de een project dat in 1967 werd goedgekeurd en ook de ombouw van Hounslow West alsmede de nieuwbouw van Hatton Cross omvatte. De westtak van de Piccadilly Line werd in 1975 geopend tot Hatton Cross dat twee jaar als eindpunt fungeerde.
Heathrow Terminal 4 was in 1986 het tweede metrostation dat op de luchthaven geopend werd. De metro's uit de stad namen de lus langs Terminal 4 om vervolgens via Heathrow Terminals 1, 2, 3 terug te keren naar de stad. Dit betekende dat de westwaartse tunnel rechtstreeks van Hatton Cross naar Terminals 1, 2, 3 meer dan 20 jaar nauwelijks werd gebruikt. Sommige vroege ochtendritten reden echter nog steeds rechtstreeks naar Heathrow Terminals 1, 2, 3.
Op 27 maart 2008 is het derde station, Heathrow terminal 5, geopend. Voor de bouw van de tunnel naar dit station werden de keerlus en Terminal 4 station tijdelijk gesloten op 7 januari 2005 en Heathrow Terminals 1, 2, 3 werd weer het eindpunt van de lijn. Deze situatie duurde voort tot 17 september 2006, toen de tunnelwerken van Terminal 5 voldoende voltooid waren om de keerlus en het station terminal 4 te heropenen.
De lijn naar Terminal 5 is in 2007 aangelegd, treinen reden eerst leeg over de lijn om de beveiliging te testen. Sinds 27 maart 2008 rijden er treinen van de Piccadilly Line over het nieuwe traject. Terminal 5 is nu het zuidelijkste eindpunt van de metrolijn.

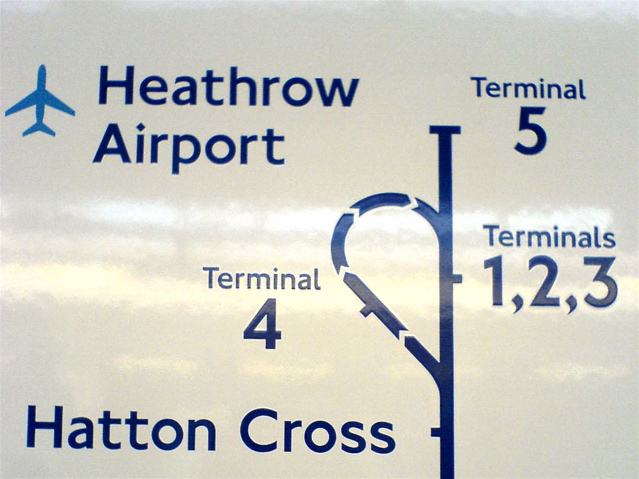
Plattegrond van de metrolijnen onder Heathrow.
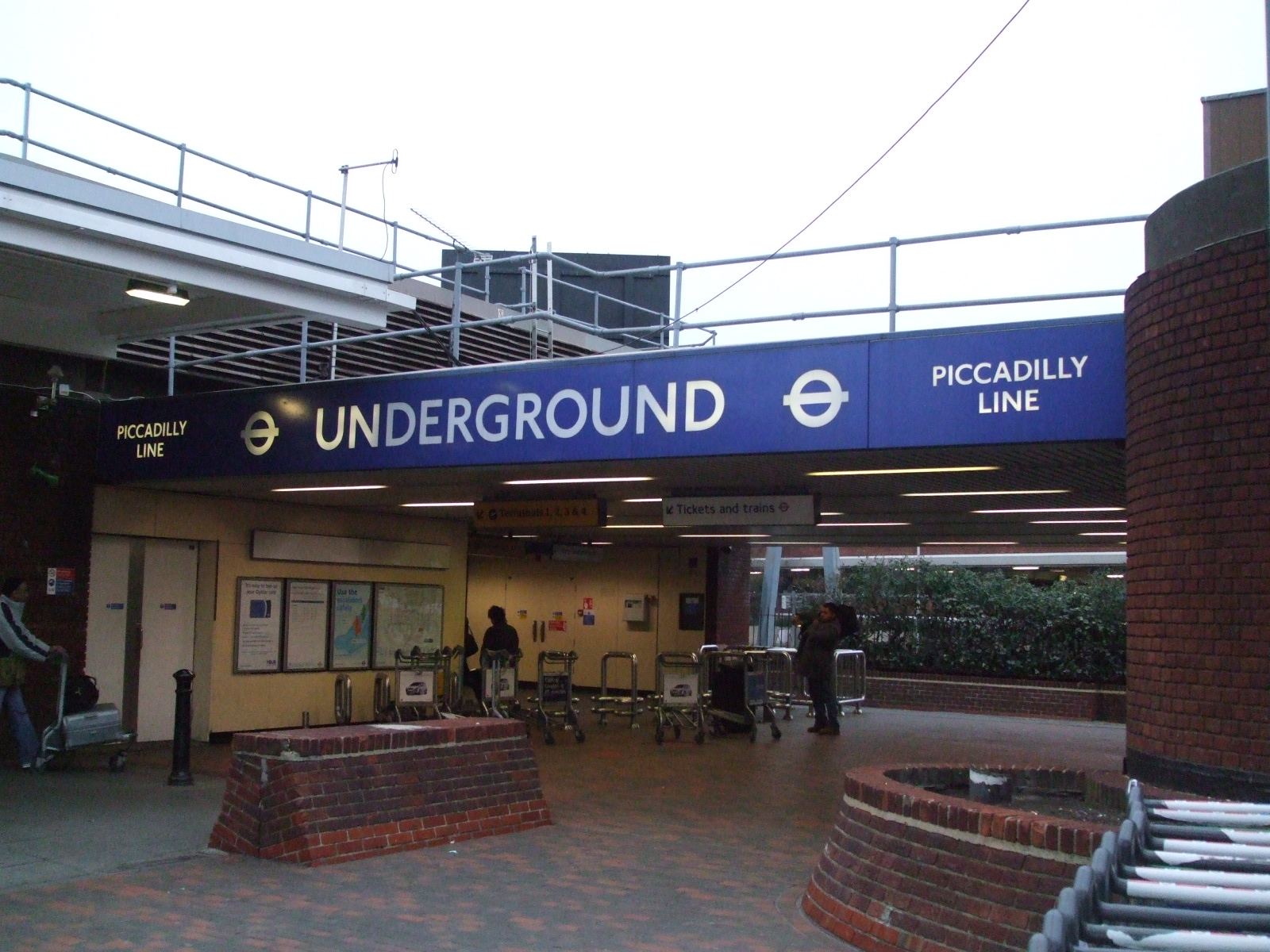
De bovengrondse toegang.
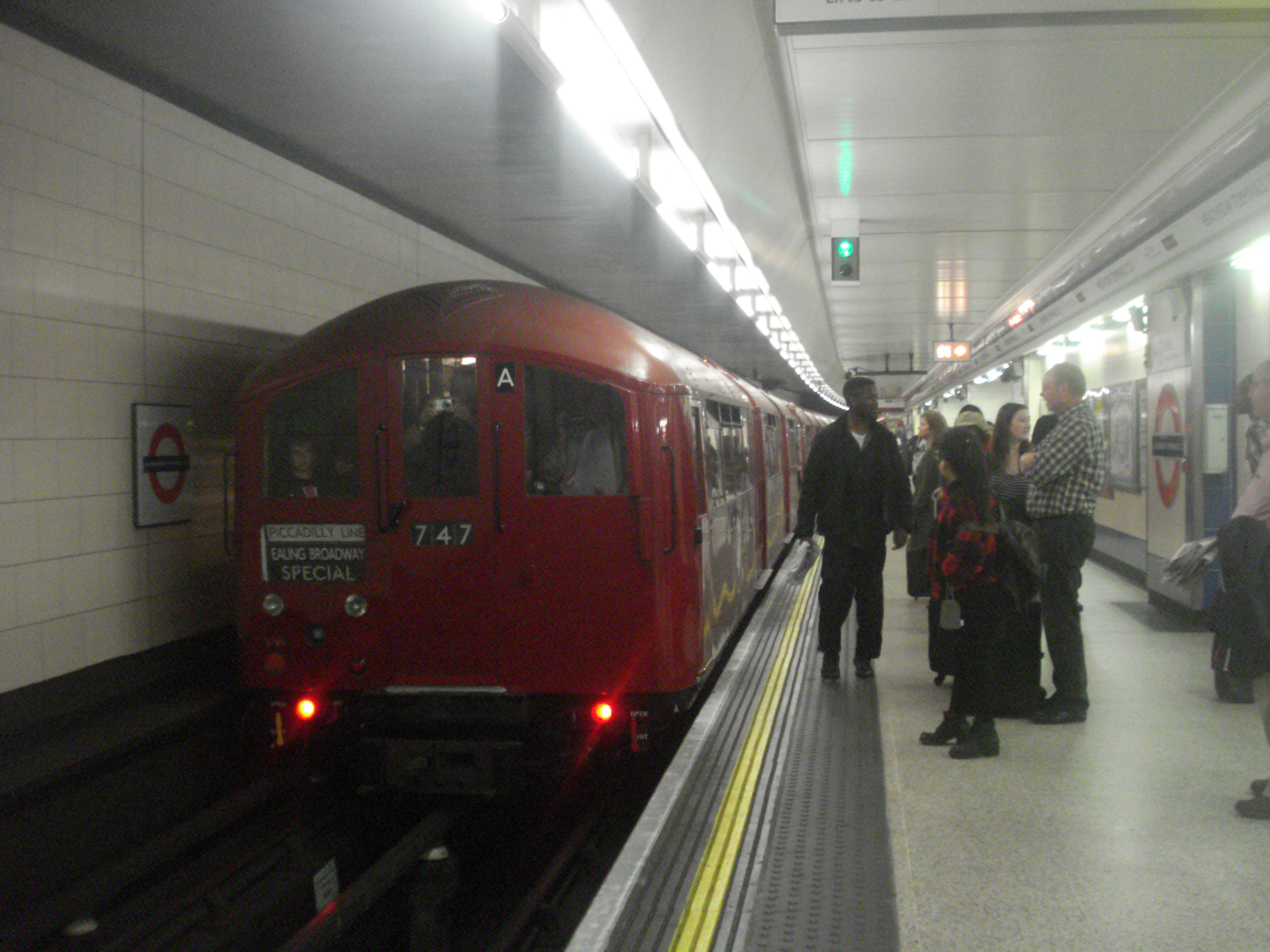
Materieel TS1938 in het station ter gelegenheid van de viering van 150 jaar Underground.

## Ligging en inrichting
Het station ligt direct onder het centrale busstation van Heathrow, dat zowel lokale bussen als langeafstandsbusjes biedt. Ondergronds zijn er drie lagen, de stationshal op niveau -1, personeels accommodatie op niveau op -2 en de perrons op niveau -3. De stationshal is met twee roltrappen en een vaste trap verbonden met straatniveau en met twee roltrapgroepen van elk twee roltrappen met het perron. Naast personeelsruimtes is ook de British Transport Police aanwezig op het station. 
In maart 2012 werd begonnen aan groot onderhoud dat de uitgebreiding van de controlekamer, opknappen van de zes roltrappen, algemene verbeteringen en de plaatsing van liften om het station rolstoeltoegankelijk te maken omvatte. Heathrow Terminals 2 & 3 heeft een kruiswissel die vanaf de oostkop van het het perron te zien is. Deze wordt gebruikt om treinen in staat te stellen perron 1 of 2 in westelijke richting binnen te rijden om hier te keren. Het wordt gebruikt voor de laatste Heathrow-dienst van de dag van maandag tot zaterdag en in tijden van verstoring van de dienst. Op korte afstand naar het westen, zijn nog twee overloopwissels waar de enkelsporige keerlus van Terminal 4 weer aansluit op de sporen  van Terminal 5 naar Terminals 2 & 3. Ondanks de hernoeming van het station, toonde de bewegwijzering op het perron in juni 2022 nog steeds Heathrow Terminals 1, 2, 3.

## Reizigersdienst
Het station is gelegen in Travelcard Zone 6, samen met het nabijgelegen station Heathrow Central bediend door Heathrow Express en Elizabeth Line diensten. Tot 2012 was er alleen gratis vervoer tussen de Terminals met de Heathrow Express. In januari 2012 werd gratis reizen geïntroduceerd voor Oyster card- en contactloze betaalkaarthouders tussen de metrostations op Heathrow. 
Reizen van Heathrow Terminals 2 & 3 of Heathrow Terminal 5 naar Terminal 4 via de Piccadilly Line vereisen een overstap bij Hatton Cross (deze reis is gratis, ondanks dat Hatton Cross geen deel uitmaakt van de gratis reiszone). Heathrow Terminal 5 station opende op 27 maart 2008, maar de frequentie van de metro's op de Heathrow tak van de Piccadilly lijn bleef hetzelfde als voorheen, zodat de metro's ten westen van Hatton Cross om en om rechtstreeks naar Terminals 2 & 3 en uiteindelijk Terminal 5 rijden of via de keerlus naar Terminals 2 & 3 rijden en vervolgens terug naar Hatton Cross.